# Rhynchospora semihirsuta
Rhynchospora semihirsuta är en halvgräsart som beskrevs av Johann Otto Boeckeler. Rhynchospora semihirsuta ingår i släktet småag, och familjen halvgräs. Inga underarter finns listade i Catalogue of Life.